# Weimarrepubliken
Weimarrepubliken (tyska: Weimarer Republik: [ˈvaɪmaʁɐ ʁepuˈbliːk]
 ( lyssna)) är en period i Tysklands historia från den 11 augusti 1919, då en demokratisk och parlamentarisk författning antogs i Weimar, till den 30 januari 1933, då Adolf Hitler utnämndes till rikskansler. Landets officiella namn var från landets enande 1871 till 1943 "Tyska riket" (tyska: Deutsches Reich: [ˈdɔʏtʃəs ˈʁaɪç]).

## Politiskt system
Weimarrepubliken var en parlamentarisk demokrati och en förbundsstat, dock med betydande befogenheter för den centrala makten, riksstyrelsen. Riksstyrelsen leddes av en folkvald rikspresident. Förste presidenten blev socialdemokraten Friedrich Ebert (1919–1925), dess andra och sista president blev den partipolitiskt oberoende konservative Paul von Hindenburg (1925–1934); von Hindenburg omvaldes i presidentvalet 1932 men avled 1934, varefter Hitler avskaffade presidentämbetet och antog titeln Führer (”ledare”). 
Regeringen i Weimarrepubliken leddes av rikskanslern som var ansvarig inför parlamentet, riksdagen, som var direktvalt med allmän och lika rösträtt för män och kvinnor. Riksdagen valdes i direkta val och saknade spärregler, vilket gynnade uppkomsten av småpartier. Regeringarna blev därför svaga, vilket ledde till regeringskriser och återkommande nyval.

## 1918–1919
Tiden efter det tyska kejsardömets fall och vapenstilleståndet i november 1918 och innan republikens utropande var en tid präglad av kaos och enorma sociala konflikter i Tyskland. I flera tyska städer tog arbetar- och soldatråd över styrelsen, i storstäderna utvecklades situationen till gatukamper och kuppförsök som Spartacusförbundets uppror. Dagligen begicks det mord, och stridigheter förekom mellan olika fraktioner på gatorna i de tyska storstäderna, mellan kommunister och frikårer och andra fraktioner. Vidare betydde Versaillesfreden att landet blev kraftigt skuldsatt mot utlandet och spädde på den oroliga utvecklingen. När man till sist skapade en ny, demokratisk tysk republik valde delegaterna i nationalförsamlingen att samlas i kulturstaden Weimar då andra, större städer ansågs vara för oroliga för att delegaterna skulle kunna samla sig där. Republiken utropades den 11 augusti 1919.

## 1919–1925
Republiken hade ingen lätt start. I mångt och mycket fortsatte situationen de första åren som den hade varit i slutet av 1910-talet med hög arbetslöshet, hyperinflation, sociala oroligheter m.m. Den ekonomiska situationen förvärrades särskilt akut efter att franska och belgiska trupper gick in i Ruhr för att försäkra sig om att skadeståndet skulle komma dem tillgodo i form av varor, se även Ruhrockupationen. Hyperinflationen ledde till att alla besparingar blev mer eller mindre värdelösa, strejker och kravaller var vardagsmat i stora delar av Tyskland. Se vidare inflationen i Weimarrepubliken. Den 12 mars 1920 startades Kappkuppen i Berlin av högerextremister.
År 1924 tog man tillsammans med USA och de övriga segrarmakterna från första världskriget kontakt med varandra och gjorde upp om en ny avbetalningsplan för krigsskadeståndet som landet hade ålagts i Versaillesfreden. Detta ledde till Dawesplanen. Den ekonomiska situationen under senare delen av 1920-talet förbättrades radikalt, mycket tack vare amerikanska krediter och investeringar som flödade in i Tyskland. Tyskland tilläts gå med i Nationernas Förbund 1925.

## 1929–1933
Börskraschen 1929 kom snabbt att få återverkningar även i Tyskland. Den amerikanska marknaden föll samman som ett korthus, och då amerikanska investeringar stod bakom lejonparten av den tyska uppgången under slutet av 1920-talet drabbades Tyskland snabbast och hårdast av alla europeiska stater. Situationen i början av 1930-talet liknade den som hade varit i republikens början: Hög arbetslöshet, hög inflation, enorma sociala oroligheter, gatukamper och kravaller varje dag. Nyval utlystes 1930 och flera gånger under 1932.
Nationalsocialistiska tyska arbetarepartiet (NSDAP) hade fram tills börskraschen 1929 haft endast marginellt stöd, men de nya dåliga tiderna gav partiet ett rejält uppsving. Även kommunisterna drog fördel av de dåliga tiderna, medan särskilt de borgerligt konservativa och de liberala partierna tappade stöd. Vid det sista riksdagsvalet 1932 blev NSDAP största parti, men de hade bara stöd av drygt en tredjedel av väljarna. Socialdemokraterna och kommunisterna var dock tillsammans större. 
Weimarrepubliken gick slutligt i graven när Hindenburg utsåg Adolf Hitler till rikskansler, det vill säga Adolf Hitlers Machtübernahme den 30 januari 1933.

## Förbundsländer
År 1925 bestod Weimarrepubliken av 18 länder:
| Förbundsland                   | Flagga | Vapen | Yta (km²)  | Invånare   | Inv./km² | Huvudstad    |
| ------------------------------ | ------ | ----- | ---------- | ---------- | -------- | ------------ |
| Fristaten Anhalt               |        |       | 2 313,58   | 351 045    | 143      | Dessau       |
| Republiken Baden               |        |       | 15 069,87  | 2 312 500  | 153      | Karlsruhe    |
| Fristaten Bayern               |        |       | 75 996,47  | 7 379 600  | 97       | München      |
| Fristaten Braunschweig         |        |       | 3 672,05   | 501 875    | 137      | Braunschweig |
| Fria hansastaden Bremen        |        |       | 257,32     | 338 846    | 1 322    | -            |
| Fria hansastaden Hamburg       |        |       | 415,26     | 1 132 523  | 2 775    | -            |
| Folkstaten Hessen              |        |       | 7 691,93   | 1 347 279  | 167      | Darmstadt    |
| Fristaten Lippe                |        |       | 1 215,16   | 163 648    | 135      | Detmold      |
| Fria hansastaden Lübeck        |        |       | 297,71     | 127 971    | 430      | -            |
| Fristaten Mecklenburg-Schwerin |        |       | 13 126,92  | 674 045    | 51       | Schwerin     |
| Fristaten Mecklenburg-Strelitz |        |       | 2 929,50   | 110 269    | 38       | Neustrelitz  |
| Fristaten Oldenburg            |        |       | 6 423,98   | 545 172    | 85       | Oldenburg    |
| Fristaten Preussen             |        |       | 291 639,93 | 38 120 170 | 131      | Berlin       |
| Fristaten Sachsen              |        |       | 14 986,31  | 4 992.320  | 333      | Dresden      |
| Fristaten Schaumburg-Lippe     |        |       | 340,30     | 48 046     | 141      | Bückeburg    |
| Land Thüringen                 |        |       | 11 176,78  | 1 607.329  | 137      | Weimar       |
| Fristaten Waldeck              |        |       | 1 055,43   | 55 816     | 53       | Arolsen      |
| Folkstaten Württemberg         |        |       | 1 507,63   | 2 580.235  | 132      | Stuttgart    |
| Saarområdet                    | rand   |       | 1 910,49   | 768 000    | 402      | Saarbrücken  |
| Tyska riket                    |        |       | 468 116,13 | 62 410.619 | 134      | Berlin       |